# Nyanjabaga
Nyanjabaga är ett vattendrag i Burundi.   Det ligger i provinsen Bururi, i den centrala delen av landet, 70 km sydost om huvudstaden Bujumbura.
Omgivningarna runt Nyanjabaga är en mosaik av jordbruksmark och naturlig växtlighet. Runt Nyanjabaga är det ganska tätbefolkat, med 124 invånare per kvadratkilometer.